# 益田信世
益田 信世（ますだ のぶよ、1885年〈明治18年〉8月 - 1974年〈昭和49年〉）は、昭和時代の政治家。実業家。神奈川県小田原市長。

## 経歴
益田孝の二男として東京に生まれる。慶應義塾予科を経て、ハーバード大学卒業。三井物産に入社し、ニューヨーク支店などで勤務した。小田原町緑4丁目（現小田原市緑4丁目）に住み、小田原紡績常務など多くの会社重役を兼任した。小田原町会議員に当選し、足柄自治連盟を結成。市制施行の中心的役割を担い、1940年（昭和15年）12月20日、小田原市は県下で7番目に市制施行した。1941年（昭和16年）3月に小田原市長に就任。市長在任中は戦時下の為政者として庁舎の統合、市の紋章制定などを行った。スポーツ振興にも尽力し、庭球に特に力を入れ自邸内のコートを一般に開放し、自費を投じて各種大会や指導会を開催した。戦後間もない1946年（昭和21年）には小田原市体育連盟を結成し、初代会長に就任した。この間、日本軟式庭球会長、足柄庭球会長、小田原庭球、小田原卓球協会長などを歴任した。その後、公職追放となる。
ほか、小田原電気鉄道、豊田式織機、益田農事各監査役、大井川鐵道、日本不動産各取締役、王子製紙、日本徴兵保険各監査役を歴任した。

## 親族
- 父 益田孝（実業家、茶人）[3]
- 兄 益田太郎冠者（実業家、貴族院議員、劇作家）[3]